# Leurre naval IDS300

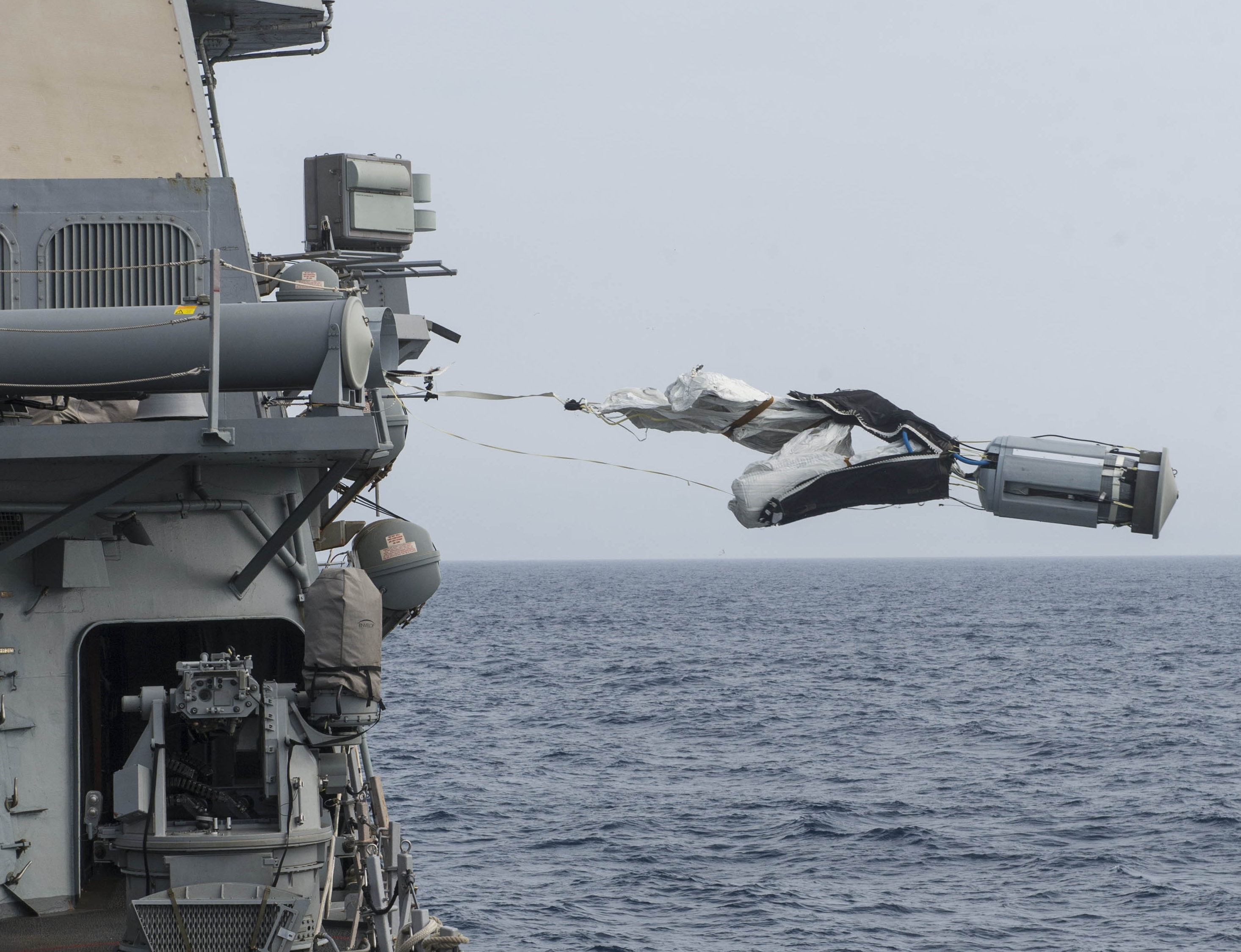
Lancement d'un leurre Mk 59 depuis l' en 2014.

Le leurre naval IDS300 (Inflatable Decoy System) est un leurre octaédrique catadioptre passif, hors-bord, équipant les navires Type 45 de la Royal Navy et ceux de la classe Arleigh Burke de l'US Navy, qui a pour objectif de contrer les missiles antinavires. Contrairement aux paillettes, le leurre s'avère persistant et peut flotter jusqu'à trois heures dans un état de la mer de force 4 (c'est-à-dire agitée).
Jane's fut le premier ouvrage de référence à signaler la recherche d'un nouveau leurre flottant par le Royaume-Uni dans le cadre d'un programme connu sous le nom de Naval Passive Off-Board Decoy (N-POD), le 3 mars 2019. Au sein de l'US Navy, il est désigné comme « système de lance-leurres Mark 59 ». Le système est fabriqué par Irvin Aerospace Ltd, à Hertfordshire au Royaume-Uni.